# 平井香菜子
平井 香菜子（ひらい かなこ、1984年4月15日 - ）は、日本の元女子バレーボール選手。

## 来歴
三重県津市出身。両親の影響で中学1年よりバレーボールを始める。筑波大学進学後、2005年イズミルユニバーシアード大会に参加。
2007年にプレミアリーグ・久光製薬スプリングスに入団。2007年8月に行われたバンコクユニバーシアード大会において、5位入賞に貢献した。
2012年3月、全日本メンバーに登録され、同年5月20日のロンドン五輪世界最終予選で全日本デビューを果たしたが、オリンピック出場メンバー12名には選出されなかった。
2012/13Vプレミアリーグでは、チーム6年ぶりの優勝に貢献し、自らもベスト6に輝いた。2013年5月の第62回黒鷲旗大会でも優勝に貢献し、黒鷲賞（最高殊勲選手）、ベスト6を獲得した。
2013年も全日本メンバーに登録され、5月からのヨーロッパ遠征では主将に任命された。
2014年10月1日を以て、現役を引退することが発表された。

## プレースタイル
- 全日本監督の眞鍋政義は、「前も後ろもできる。先月の中国遠征ではアタック決定率が（チーム内では）一番よかった」と評価している[3]。
- 2012年の全日本招集について、「まさか自分が…」と述べたが、眞鍋政義は「地味な役回りだが、相手チームからは嫌な選手」と評している[9]。

## 人物・エピソード
- ニックネームのアンは出身である三重県から連想し、鈴鹿サーキット→F1→ジャン・アレジ→「アン」となった[10]。

## 球歴
- 全日本代表 - 2012-2013年
- ユニバーシアード日本代表 - 2005、2007年

## 所属チーム
- 朝陽中
- 三重県立津商業高等学校（2000-2003年）
- 筑波大学（2003-2007年）
- 久光製薬スプリングス（2007-2014年）

## 受賞歴
- 2013年 - 2012/13プレミアリーグ ベスト6
- 2013年 - 第62回黒鷲旗全日本バレーボール選手権大会 黒鷲賞、ベスト6
- 2014年 - 2014AVCアジアクラブ選手権 ベストミドルブロッカー[11]

## 個人成績
Vプレミアリーグレギュラーラウンドにおける個人成績は下記の通り。
| シーズン | 所属     | 出場 | 出場   | アタック | アタック | アタック | アタック | ブロック | ブロック | サーブ | サーブ | サーブ | サーブ | レセプション | レセプション | 総得点 | 備考 |
| -------- | -------- | ---- | ------ | -------- | -------- | -------- | -------- | -------- | -------- | ------ | ------ | ------ | ------ | ------------ | ------------ | ------ | ---- |
| シーズン | 所属     | 試合 | セット | 打数     | 得点     | 決定率   | 効果率   | 決定     | /set     | 打数   | エース | 得点率 | 効果率 | 受数         | 成功率       | 総得点 | 備考 |
| 2007/08  | 久光製薬 | 24   | 64     | 53       | 23       | 43.4%    | %        | 8        | 0.13     | 26     | 0      | 0.00%  | 9.6%   | 2            | 100.0%       | 31     |      |
| 2008/09  | 久光製薬 | 27   | 54     | 224      | 96       | 42.9%    | %        | 23       | 0.43     | 139    | 3      | 2.16%  | 9.1%   | 4            | 75.0%        | 122    |      |
| 2009/10  | 久光製薬 | 28   | 100    | 430      | 174      | 40.5%    | %        | 46       | 0.46     | 315    | 22     | 6.98%  | 14.3%  | 10           | 40.0%        | 242    |      |
| 2010/11  | 久光製薬 | 26   | 106    | 379      | 164      | 43.3%    | %        | 45       | 0.42     | 338    | 9      | 2.66%  | 9.4%   | 34           | 91.2%        | 218    |      |
| 2011/12  | 久光製薬 | 21   | 88     | 430      | 187      | 43.5%    | %        | 47       | 0.53     | 297    | 17     | 5.72%  | 12.6%  | 18           | 66.7%        | 251    |      |
| 2012/13  | 久光製薬 | 26   | 102    | 502      | 231      | 46.0%    | %        | 62       | 0.61     | 323    | 13     | 4.02%  | 12.9%  | 16           | 62.5%        | 306    |      |
| 2013/14  | 久光製薬 | 27   | 85     | 345      | 154      | 44.6%    | %        | 49       | 0.58     | 254    | 9      | 3.54%  | 13.0%  | 24           | 83.3%        | 212    |      |
| 通算     | 通算     | 182  | 599    | 2363     | 1029     | 43.5%    | %        | 280      | 0.47     | 1692   | 73     | 4.31%  | 12.1%  | 108          | 75.9%        | 1382   |      |